# Oberamt Aufkirchen
Das Oberamt Aufkirchen mit Sitz in Aufkirchen war seit mindestens 1370 ein Amt, d. h. eine Verwaltungsgliederung, in der Grafschaft Oettingen, das bis zur Auflösung der Grafschaft bzw. des Fürstentums im Jahr 1806 bestand.  

## Geschichte
Das Oberamt Aufkirchen bestand vor allem aus Orten im Wörnitzgrund. In diesem Gebiet versuchte auch das Oberamt Wassertrüdingen des Fürstentums Ansbach seine Herrschaftsrechte auszubauen. Die Grundherrschaft war deshalb in den meisten Orten geteilt. Nicht immer war das relativ kleine Oberamt hauptamtlich mit einem Amtmann besetzt.  

## Zugehörige Orte
- Ammelbruch, seit 1418
- Aufkirchen, um 1370
- Beyerberg, seit 1593
- Dorfkemmathen, seit 1593
- Ehingen, seit 1418
- Frankenhofen, um 1370
- Fürnheim, nur 1734
- Gerolfingen, um 1370
- Illenschwang, nur 1418
- Irsingen, seit 1593
- Oberasbach, nur 1593
- Obermichelbach, nur 1418
- Opfenried, seit 1593
- Ruffenhofen, nur um 1370
- Schopflohe, von 1418 bis 1734 (danach beim Oberamt Oettingen)
- Seglohe, seit 1418
- Tenzenhof, nur um 1370 (Lage unbekannt)
- Wittelshofen, nur um 1370
- Wörnitzhofen, seit 1734